# ACID-transaktion
En ACID-transaktion er inden for datalogi en række forudsætninger for at databasetransaktioner udføres stabilt.
Forudsætninger:
- A: Atomar. Enten udføres transaktionen eller også udføres den ikke.
- C: Konsistens. Systemet er altid i en konsistent tilstand, da transaktionens parter er synkroniserede.
- I: Isolering. Transaktionen foregår isoleret fra omverdenen, så udefrakommende kan ikke se at en transaktion er i gang, inden den er afsluttet.
- D: Holdbarhed (Eng.: Durability). Når transaktionen er gennemført er den gemt og kan ikke længere rulles tilbage.

| Programmering | Spire Denne artikel om datalogi eller et datalogi-relateret emne er en spire som bør udbygges. Du er velkommen til at hjælpe Wikipedia ved at udvide den. |